# Tilia chingiana
Tilia chingiana là một loài thực vật có hoa trong họ Cẩm quỳ. Loài này được Hu & W.C. Cheng miêu tả khoa học đầu tiên năm 1935.